# Micropaleontología

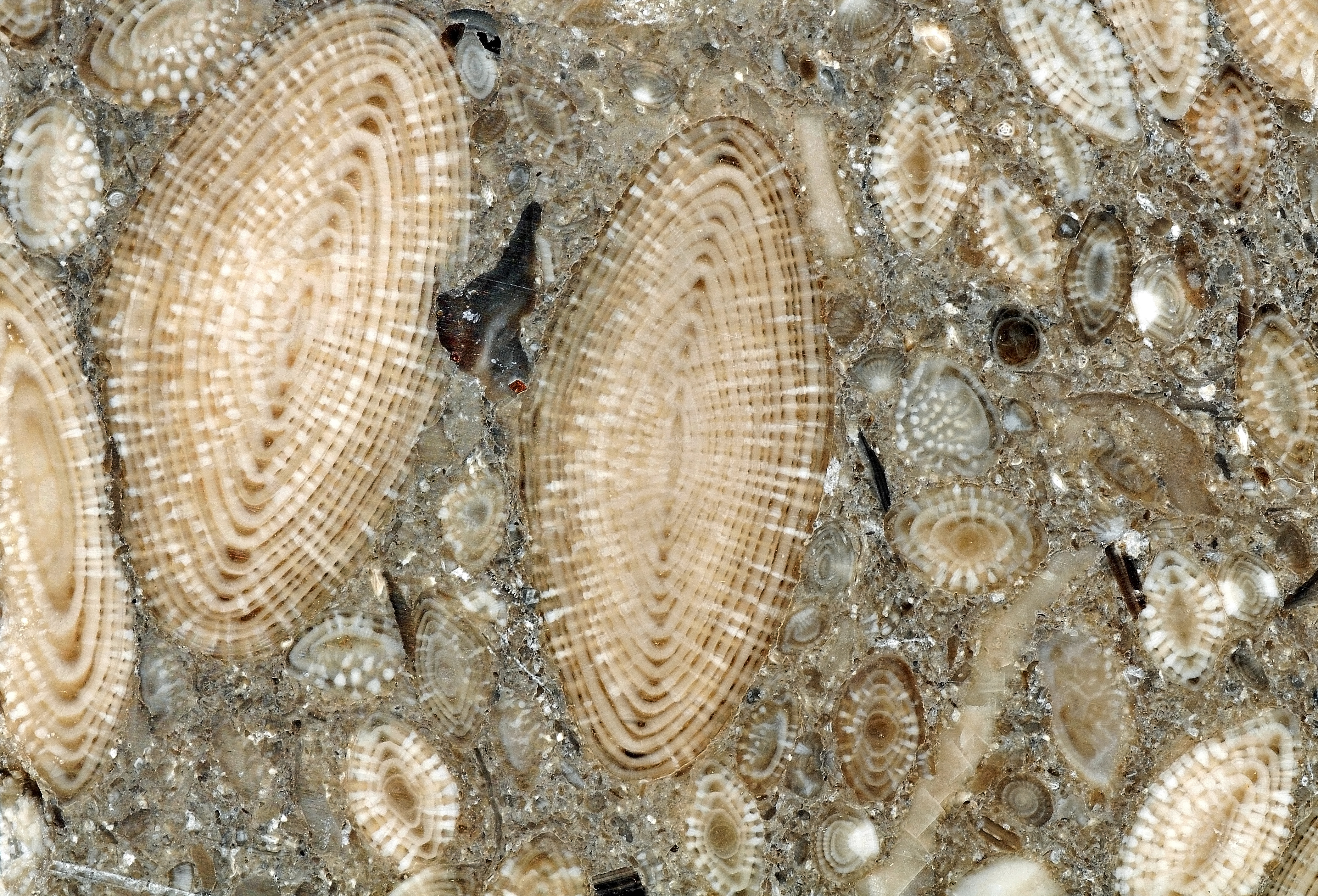
Secciones de Nummulites en una muestra de roca pulida

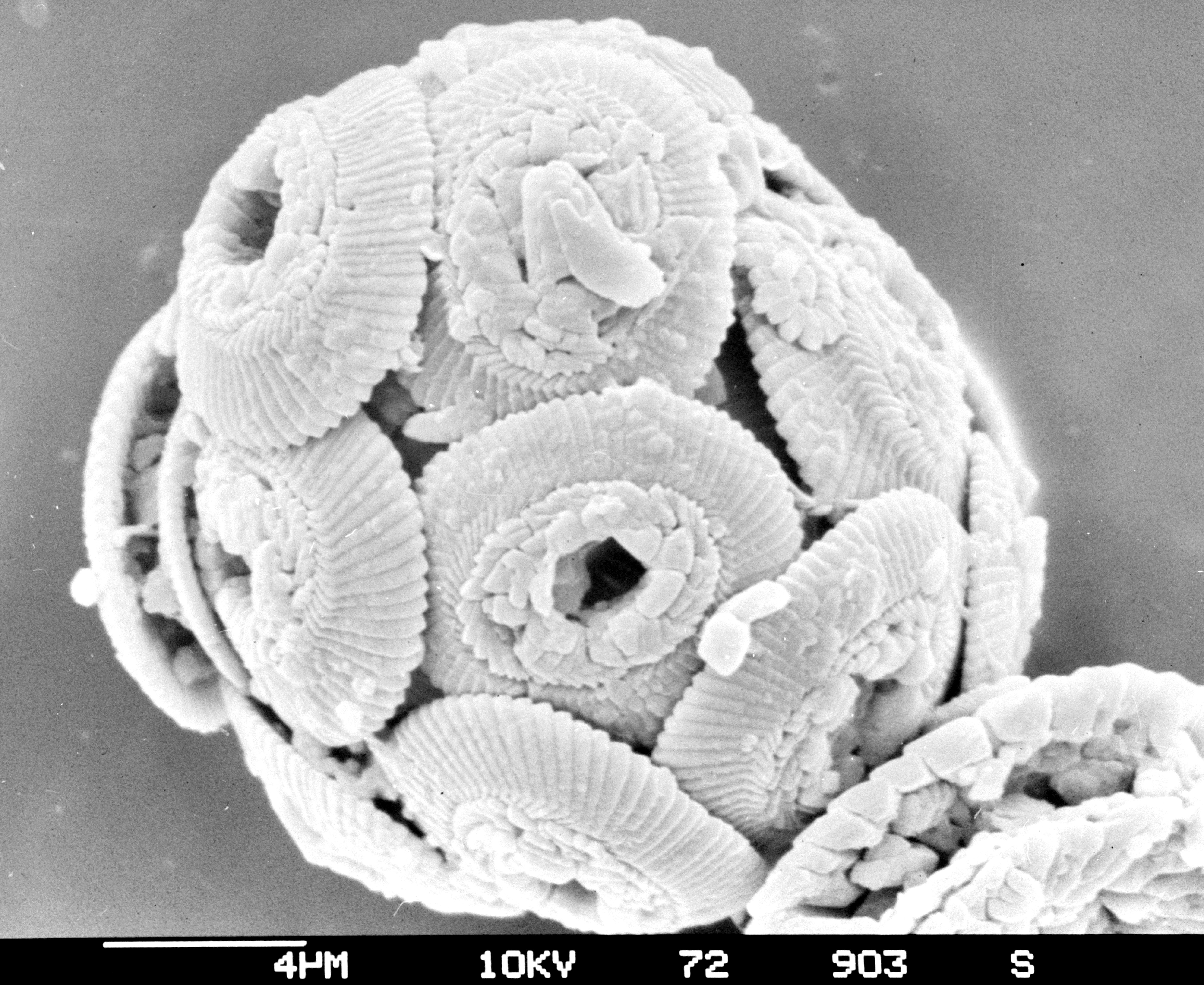
Cocolitofórido al microscopio electrónico

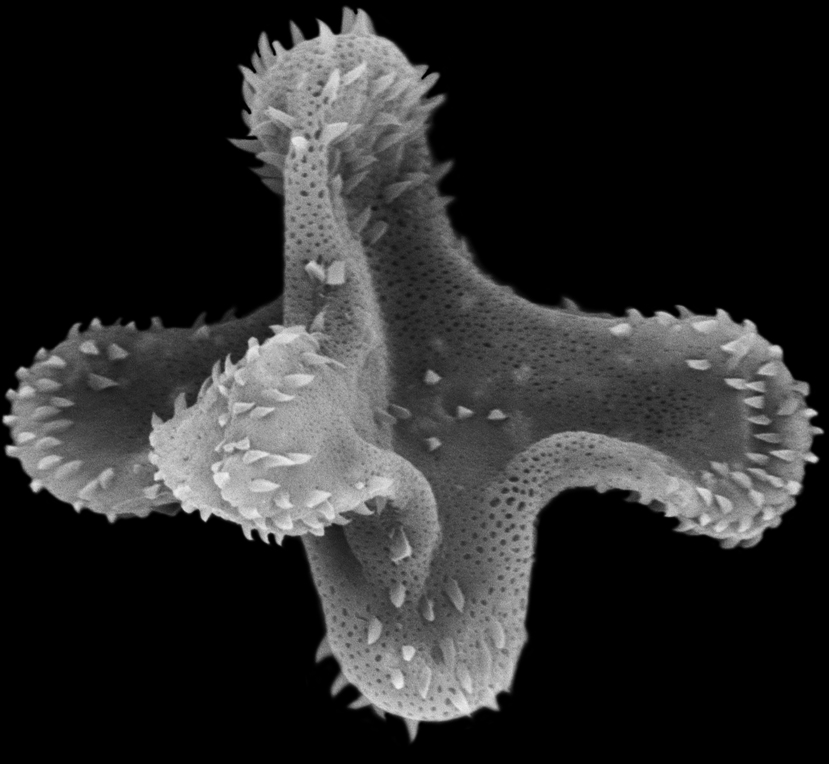
Ejemplar fósil de grano de polen al microscopio electrónico (Aquilapollenites attenuatus, del Cretácico superior de los Estados Unidos)

La micropaleontología es el estudio de los fósiles microscópicos (conocidos como microfósiles y nanofósiles), para lo cual se emplean técnicas especiales de muestreo, preparación y observación con el microscopio.
La micropaleontología se encarga principalmente del estudio de los fósiles pertenecientes a microorganismos, como bacterias, arqueas, protistas y hongos, pero también se estudian pequeños restos fósiles de plantas y animales, como pólenes y esporas, piezas dentarias de micromamíferos o elementos conodontales de peces extinguidos (Conodonta), de otro modo encuadrados normalmente en ramas como la paleobotánica y la paleozoología.
Su separación como una especialización de la Paleontología obedece a razones de índole técnica, práctica y aplicada, ya que los principios científicos son los mismos. El valor práctico de los microfósiles en varios campos de la Geología histórica y económica proviene de su pequeño tamaño, abundancia y amplia distribución geográfica en los sedimentos de todas las edades y en casi todos los medios, tanto marinos como continentales. 

## Microfósiles
La mayor parte de los microfósiles pertenecieron a organismos unicelulares procariotas (bacterias, cianobacterias) y a grupos integrados en Protista, tanto los más primitivos: flagelados, como por ejemplo: rizópodos, actinópodos y ciliados. Sin embargo, dentro del conjunto de microfósiles se incluyen también organismos multicelulares o restos microscópicos de formas macroscópicas. Esto se debe a que  generalmente el micropaleontólogo tiende a estudiar y a considerar como microfósil todos aquellos restos de organismos que encuentra en sus preparaciones. Así, se admite como materia propia de esta disciplina el estudio de: 
- Restos de organismos cuyo tamaño es normalmente tan pequeño que no solamente su identificación científica, sino incluso la determinación de su presencia o ausencia, no pueden realizarse sin la utilización del microscopio. Dentro de estos tenemos los procariotas (reino Monera, actualmente dominios Archaea y Bacteria), los eucariotas unicelulares (foraminíferos, radiolarios, tintínidos, silicoflagelados, diatomeas, dinoflagelados, ...), así como ciertas subdivisiones de eucariotas pluricelulares que, aunque están representados generalmente por organismos de tamaño macroscópico, existen agrupaciones sistemáticas menores representadas por especies de tamaño microscópico, sobre todo de invertebrados (ostrácodos, briozoos, tentaculítidos, pterópodos, caécidos, etc.).

- Partes aisladas de macroorganismos cuya inclusión en la Micropaleontología puede parecer problemática, ya que con frecuencia son partes de organismos de mayor tamaño que son objeto de estudio de la Paleobotánica (polen y esporas, fragmentos de algas calcáreas, acritarcos, etc.), Paleontología de invertebrados (escolecodontos de anélidos, artejos de crinoideos, radiolas de equínidos, etc.) y Paleontología de vertebrados (ictiolitos, partes esqueléticas de micromamíferos, conodontos, etc.).

Los microfósiles no suelen sobrepasar el milímetro. Sin embargo, algunos grupos cuyo estudio se asigna normalmente a la Micropaleontología pueden alcanzar dimensiones tales que su presencia en las rocas puede determinarse a simple vista y es posible lograr una identificación preliminar con una lupa de mano (por ejemplo, macroforaminíferos bentónicos como Nummulites, Operculina, Discocyclina, etc; algunos Cycloclypeus actuales pueden alcanzar diámetros de hasta 10 cm). Se suele denominar nanofósiles a los de tamaño inferior a 20 μm. Además, los microfósiles de bacterias, que suelen tener un tamaño inferior a 2 μm, se les ha llamado picofósiles.

## Aplicaciones de la micropaleontología
Algunos microfósiles son muy utilizados en geología económica ya que brindan valiosa información durante la realización de prospecciones de recursos naturales como petróleo, gas, carbón, etc. Debido a su abundancia y pequeño tamaño solo basta poca cantidad de muestra para su estudio en perforaciones.
Otra aplicación que tienen es en el campo de la bioestratigrafía, algunos reúnen ciertas condiciones que lo hacen útiles al momento de datar las rocas, es decir, actúan como indicadores estratigráficos, muy importantes en la resolución temporal ya que permiten ajustar determinados intervalos de tiempo.
Desde el punto de vista paleoambiental y paleoecológico algunos grupos resultan de gran importancia ya que su presencia en las rocas permite realizar reconstrucciones confiables del paleoambiente de depositación, además existen grupos muy sensibles a los cambios de las condiciones ambientales permitiendo realizar inferencias acerca del clima a lo largo del tiempo geológico.
Existen rocas formadas casi exclusivamente por microfósiles, como las diatomitas (diatomeas), las radiolaritas (radiolarios) que constituyen importantes fuentes de sílice o la creta (cocolitofóridos y foraminíferos) fuente de carbonatos. Todos estos elementos muy utilizados en el ámbito industrial.